# Erroll Garner

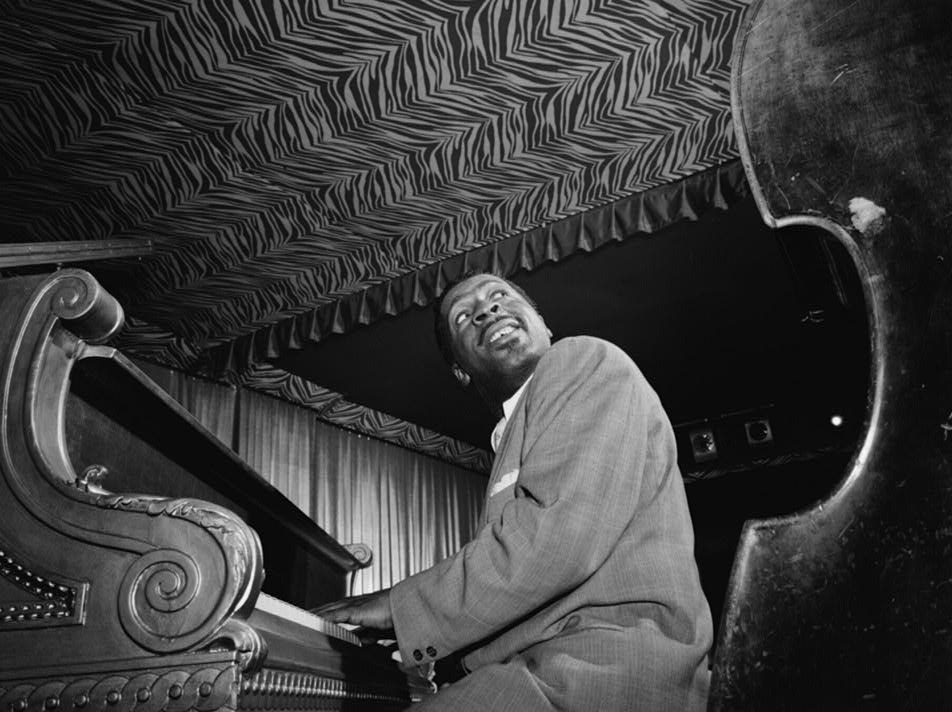
Erroll Garner um 1947, Fotografie von William P. Gottlieb.

Erroll Louis Garner (* 15. Juni 1921 in Pittsburgh; † 2. Januar 1977 in Los Angeles) war ein US-amerikanischer Pianist und Komponist der Genres Mainstream und Modern Jazz, der als einer der stilbildenden Pianisten die Reihe von Jelly Roll Morton bis Fats Waller und Art Tatum fortsetzte. Besonders bekannt wurde er durch seine Komposition Misty (1954).

## Leben
Schon im Alter von drei Jahren begann Garner Klavier zu lernen, indem er Musik von Schallplatten nachspielte. Mit sieben Jahren hatte er erste Auftritte und war als Mitglied der Kan-D-Kids (Candy Kids) im Radiosender KDKA zu hören. Später begann er in der Umgebung Pittsburghs, u. a. auf Flussdampfern auf dem Allegheny River, aufzutreten, wo er für Pianisten wie Fate Marable einsprang, wobei er jedoch im Schatten seines älteren Bruders Linton stand. Er war ein Klassenkamerad von Dodo Marmarosa und lernte während seiner Ausbildung an der Westinghouse Highschool Billy Strayhorn kennen. 1937 begann er professionell aufzutreten; von 1938 bis 1941 spielte er im Orchester des Saxophonisten Leroy Brown. Als Solist spielte er in lokalen Bars wie dem Mercurs, in Stummfilmtheatern und auch sonntags als Kirchenmusiker.
1944 zog er nach New York City, wo er in den Jazzclubs der 52nd Street wie dem Three Deuces und dem Tondelayo's spielte und wo bald erste Aufnahmen des Pianisten im Apartment von Timme Rosenkrantz aufgenommen wurden, die später auf Blue Note veröffentlicht wurden. Er spielte bis 1945 – als Nachfolger von Art Tatum – im Trio und im Quartett von Slam Stewart und nahm einige 78er für Black & White Records auf. Im selben Jahr gründete er ein eigenes Piano-Trio, und es gelang ihm ein Hit mit Laura. 1947, als er mit Red Callender und Doc West in Los Angeles ein Trio bildete, begleitete er Charlie Parker auf dessen Cool Blues-Session (Dial Sessions). Im Mai 1948 konzertierte er mit seinem Trio im Pariser Théâtre Marigny.
1950 trat er als einer der ersten Jazzpianisten in einer Konzerthalle als Solist auf – in der „Music Hall“ in Cleveland. 1952 war er mit Art Tatum, Meade Lux Lewis und Pete Johnson Mitglied der Piano Parade, die durch die Vereinigten Staaten tourte. In den 1950er Jahren erschien dann eine Reihe von Solo-Alben Garners, darunter Long Ago (and Far Away) von 1951 und für Columbia Concert by the Sea von 1955 mit dem Bassisten Eddie Calhoun und dem Schlagzeuger Denzil Best, das in Carmel-by-the-Sea, Kalifornien mitgeschnitten wurde, eine Million Mal verkauft wurde und seine Popularität immens steigerte. Bereits 1954 hatte er sein eigenes Plattenlabel Octave Records gegründet, für das er bis 1973 gelegentlich aufnahm. Außerdem wirkte er bei Schallplatten von Benny Carter, Don Byas, Coleman Hawkins, Wardell Gray, Lucky Thompson, Teddy Edwards, Howard McGhee, Charlie Shavers, Vic Dickenson sowie mit den Orchestern von Georgie Auld und Boyd Raeburn mit.
1957 debütierte er mit dem Cleveland Orchestra; während der 1950er und 60er Jahre war er auch häufiger Gast in Fernsehshows, u. a. bei Ed Sullivan, Steve Allen, Jackie Gleason, Merv Griffin und Perry Como. Ende der 1960er Jahre war er Stargast auf dem International Television Festival in Montreux, für das er auch die Erkennungsmelodie komponiert hatte. Anfang der 1970er Jahre ging er auf Tourneen durch Südamerika und Fernost; 1973/74 trat er an der französischen Riviera bei Gala-Veranstaltungen auf. Bis in die 1970er Jahre hinein spielte Garner weiterhin Schallplatten ein; 1974 erschien das Album Magician. 1974/75 hatte er noch Auftritte mit Sinfonieorchestern in Washington D.C. und Honolulu.
Garner zog sich 1975 aus der Öffentlichkeit zurück, weil er an Lungenkrebs erkrankt war, und starb nach einem Erstickungsanfall an einem Herzstillstand am 2. Januar 1977 in Los Angeles. Seine Grabstätte befindet sich auf dem Homewood Cemetery, Pittsburgh, Pennsylvania, USA.

## Seine Musik
Erroll Garner kam nach Ansicht von Martin Kunzler von der Fats Waller/Count-Basie-Schule und vereinigte in seinem Spiel Elemente des Stride-Piano und des Bebop mit romantischen und barocken Momenten. „Mächtige Akkorde wechseln mit feinen melodischen Linien.“ Garner selbst meinte zu seinem orchestralen Stil:
„Es reizte mich immer wieder, auf meinem Instrument zu spielen, als musiziere eine Big Band – mit Riffs der Blechbläser, melodiösem Saxophonsatz, swingenden Soli und einer starken Rhythmusgruppe.“
Garner besaß ein feines Ohr und verfügte über eine erstaunliche Technik, sowohl bei schnell swingenden Musikstücken als auch bei seinen Balladen, für die er besonders berühmt war (Misty). Garner pflegte mit der linken Hand uhrwerkartig regelmäßige Viertel zu spielen, während seine Rechte in halsbrecherisch perlenden Läufen und Arpeggien die Melodie einführte und dann in Improvisationen zerlegte. Die Melodie improvisierte er praktisch abgelöst vom Metrum, was durch das unabhängige Spiel von linker und rechter Hand möglich war. Seine Technik hatte er nicht nur am Jazz, sondern auch an der virtuosen Klaviermusik von Sergei Rachmaninow, Claude Debussy, Maurice Ravel, Frédéric Chopin und Franz Liszt geschult, obwohl er als Autodidakt keine Noten lesen konnte.
Ein Erkennungszeichen Garners waren seine ausufernd angelegten Einleitungen, die zahlreiche, oft humorvolle Anspielungen und Zitate aus verschiedenen Stücken aneinanderreihten. Minutenlang improvisierte er zunächst mit halsbrecherischer Virtuosität, bevor er dann zur Freude des Publikums zum eigentlichen Stück fand.

## Trivia
- Garner hat einen Stern auf dem Hollywood Walk of Fame (1960), er war auch über die Jazzszene hinaus sehr populär und trat häufig in TV-Shows auf.

- Der von Garner komponierte Song Misty spielt eine maßgebliche Rolle in Clint Eastwoods Debütfilm als Regisseur Play Misty for Me (deutscher Titel Sadistico – Wunschkonzert für einen Toten) aus dem Jahre 1971: Dieser Song wird in einer Radioshow jeden Abend von einer Anruferin in der Instrumentalversion von Erroll Garner gewünscht.
- Ein Dokumentarfilm über das Leben von Erroll Garner, Misty - The Erroll Garner Story von Georges Gachot, ist 2024 erschienen.[4]

## Diskographische Hinweise
- Savoy Sessions (Savoy, 1945) mit John Levy, Alvin Stoller
- Erroll Garner 1944–1945 (Classics) mit Charlie Shavers, Vic Dickenson, Slam Stewart, Harold Doc West
- Long Ago and Far Away (Columbia, 1951) mit John Simmons, Shadow Wilson
- Body and Soul (Columbia 1951/2) dto.
- Mambo Moves Garner (Mercury, 1954)
- Erroll Garner Collection Volumes 4 & 5: Solo Time! (Emarcy, 1954)
- Solitaire (Mercury, 1955) solo
- Misty (Mercury, 1954 – neu als The original Misty)
- Concert by the Sea (Columbia, 1955 – Live in Carmel, Kalifornien) mit Eddie Calhoun, Denzil Best
- Erroll Garner Collection Vol. 1 – Easy to Love (Emarcy, 1961–65) mit Eddie Calhoun, Kelly Martin
- Ready Take One (Legacy, ed. 2016)
- Campus Concert (Mack Avenue/Octave Music, 2019), mit Eddie Calhoun und Kelly Martin

## Filmografie
- Misty – The Erroll Garner Story. Mit Jim Doran, Kim Garner, Martha Glaser und anderen. Regie: Georges Gachot, Schweiz/Frankreich/Deutschland 2024.

## Lexikalische Einträge
- Ian Carr, Digby Fairweather, Brian Priestley: Rough Guide Jazz. Der ultimative Führer zur Jazzmusik. 1700 Künstler und Bands von den Anfängen bis heute. Metzler, Stuttgart/Weimar 1999, ISBN 3-476-01584-X.
- Richard Cook, Brian Morton: The Penguin Guide to Jazz Recordings. 8. Auflage. Penguin, London 2006, ISBN 0-14-102327-9.
- Leonard Feather, Ira Gitler: The Biographical Encyclopedia of Jazz. Oxford University Press, New York 1999, ISBN 0-19-532000-X.
- Martin Kunzler: Jazz-Lexikon. Band 1: A–L (= rororo-Sachbuch. Bd. 16512). 2. Auflage. Rowohlt, Reinbek bei Hamburg 2004, ISBN 3-499-16512-0.